# Metodologisk situationisme
Metodologisk situationisme er en samfunds- og socialvidenskabelig tilgang til studiet af mennesket, dets adfærd, sociale liv, sociale institutioner og samfund som sådan. Denne metodologi tager som navnet antyder udgangspunkt i situationer, da man hævder, at menneskers adfærd kun kan forstås i relation til situationen, mennesket handler i, da situationen begrænser, muliggør, nødvendiggør og ummuliggør visse handlinger og følelser.
Modsat andre socialvidenskabelige metodologier lægger denne således vægt på konkrete forhold i bestemte situationer, der er med til at definere den sociale interaktion. På den måde synliggør forskeren den rolle, som blandt andet det fysisk-rummelige miljø og andre mennesker spiller på sociale situationer. Med den hensigt gør man derfor ofte brug af samfundsvidenskabelige metoder, der kan give indsigt i netop de forhold, der udspiller rundt om og i mellem mennesker i sociale situationer. Det indebærer blandt andet feltobservation og deltagerobservation, interviews, observation ved at gennemgå overvågningsfilm, og denne empiri kan både analyseres kvantitativt med forskellige statistiske analyser såsom latent klasseanalyse eller kvalitative analysestrategier herunder grounded theory, hermeneutik og aktør-netværksteori.
| Samfundsvidenskab | Spire Denne artikel om samfundsvidenskab er en spire som bør udbygges. Du er velkommen til at hjælpe Wikipedia ved at udvide den. |